# Лесовое (Полтавская область)
Лесовое (укр. Лісове) до 1968 — Грабщина — село,
Камышнянский поселковый совет,
Миргородский район,
Полтавская область,
Украина.
Код КОАТУУ — 5323255404. Население по переписи 2001 года составляло 3 человека.
Село указано на трехверстовке Полтавской области. Военно-топографическая карта.1869 года как хутор Дворец

## Географическое положение
Село Лесовое находится на правом берегу реки Озница, ниже по течению на расстоянии в 2 км расположено село Остаповка, на противоположном берегу — село Заводище.
На реке большая запруда.